# Otto Wagner (voják)
Plukovník Otto Viktor Wagner (28. března 1902 Smíchov – 20. května 1974 Jihlava) byl československý voják známý především svým působením ve francouzské Cizinecké legii v době druhé světové války.

## Život
Narodil se na Smíchově jako první syn v rodině PhDr. Oktaviána Wagnera, profesora státní průmyslové školy v Praze. Po maturitě na reálném gymnáziu v Berouně v roce 1920 krátce pokračoval v dalších studiích, ale brzy jich zanechal a po krátkém působení jako zatímní učitel na měšťanské škole ve Zdicích se rozhodl pro vojenskou kariéru.
Vystudoval Vojenskou akademii v Hranicích a  francouzskou École spéciale militaire de Saint-Cyr. Působil pak jako důstojník z povolání v Československé armádě, kde dosáhl hodnosti
štábního kapitána.
V době československé mobilizace na podzim 1938 byl velitelem 12. (kulometné) roty 1. horského pěšího pluku rozmístěné v prostoru Oravy. V březnu 1939 se se svým útvarem podílel na opatřeních československé armády proti slovenským separatistům a po vzniku samostatné Slovenské republiky z ní byl 27. března vyhoštěn do okupovaných Čech.

### Druhá světová válka
Z Prahy 18. května 1939 uprchl do Polska, kde krátce působil na československém konzulátu v Krakově. Odtud byl vznikajícím československým odbojem odeslán do Francie, kde v červnu 1939 zažádal o vstup do Francouzské armády. Do 17. srpna, kdy byl v hodnosti capitaine přijat do francouzského koloniálního vojska, působil jako pomocník československého vojenského atašé v Paříži. Francouzskou armádou byl původně převelen do Dakaru, ale než tam mohl nastoupit, vypukla druhá světová válka a Wagner byl od začátku září 1939 přeložen ke službě u československého konzulátu v Marseille, kde se jako přednosta jeho vojenské kanceláře podílel na organizaci vznikajících ozbrojených sil v exilu. Prvního prosince 1939 se stal dočasným velitelem I. praporu 2. československého pěšího pluku v Agde. Po reorganizaci československých ozbrojených sil se v červnu 1940 zúčastnil bojů na západní frontě jako zástupce velitele pěšího praporu I./2.
Po kapitulaci Francie byl evakuován do Spojeného království, kam dorazil 12. července 1940. Zde byl v 1. československé smíšené brigádě zařazen do tzv. velitelské zálohy (existující vzhledem k přebytku důstojníků, pro které neexistovalo zařazení odpovídající jejich hodnostem), a posléze od počátku září zastával funkci zástupce velitele kulometné čety. 3. listopadu 1940 byl přeložen k brigádnímu náhradnímu tělesu jako tzv. nezařazený, spolu s dalšími důstojníky kteří podepsali dopis presidentu republiky Edvardu Benešovi v němž kritizovali poměry panující v exilovém vojsku. 16. listopadu 1940 byl vykázán z prostoru dislokace československých ozbrojených sil, a propuštěn mimo činnou službu, ale druhé opatření bylo 26. listopadu revokováno. Mezi lednem a dubnem 1941 byl internován v Leamingtonu.
Šestnáctého dubna 1941 přešel se svolením presidenta republiky do služby v Cizinecké legii Svobodných Francouzů. Zde převzal funkci velitele roty u II. praporu 13. půlbrigády, s nímž se v roce 1941 zúčastnil bezpečnostních operací v Sýrii. V roce 1942 se jednotka přesunula na severoafrické bojiště, kde se Wagner vyznamenal během bitvy o Bir Hakim v níž rota pod jeho velením provedla několik úspěšných lokálních protiútoků, kterými odlehčila tlaku na obklíčený perimetr. Po skončení bitvy a reformování francouzských sil v ní zúčastněných se stal zástupcem velitele II. praporu 13. půlbrigády, a v této funkci se zapojil do bitvy u El Alameinu, kde byl 24. října 1942 vážně raněn během bojů o návrší El Himemait.
Během rekonvalescence byl 25. března 1943 povýšen do hodnosti chef de bataillon a přeložen do Británie, kde krátce působil v Camberley jako instruktor kursů pro nižší důstojníky francouzských ozbrojených sil. Mezi zářím 1943 a dubnem 1944 zastával funkci velitele praporu III./13. Cizinecké legie v Sidi Bel Abbès.
Po návratu do Británie absolvoval mezi dubnem a srpnem 1944 několik speciálních kursů sabotáže a boje v týlu nepřítele, ale k jeho vysazení do akce nedošlo. Od poloviny listopadu až do konce roku 1944 byl zástupcem velitele náhradního a výcvikového tělesa Cizinecké legie v Coulommiers, a 1. ledna 1945 se stal velitelem pluku Forces françaises de l'intérieur „Foch“. V jeho čele se zúčastnil útoku na Royan a obléhání La Rochelle, které trvalo až do konce války v Evropě. Válku ukončil v hodnosti lieutenant-colonel francouzské armády a byl jedním z pouhých čtyř Čechoslováků kterým byl udělen Ordre de la Libération.

### Poválečné období
Po návratu do vlasti v červenci 1945 nastoupil opět službu v Československé armádě v níž byl 1. srpna 1945 povýšen do hodnosti podplukovníka, a 1. září byl jmenován zatímním velitelem 20. pěšího pluku dislokovaného nejprve v Michalovcích a posléze v Prešově. Mezi dubnem a srpnem 1946 se jako velitel skupiny „Otto“, která byla podřízena velitelství „Zlato“, zúčastnil bojů s Banderovci v Karpatech a 1. října 1946 byl povýšen na plukovníka.
Mezi 1. zářím 1946 a 31. lednem 1947 prošel kursem pro velitele vojskových těles a následně působil nejprve jako velitel 68. pěšího praporu v Jeseníku a od srpna 1948 jako zástupce velitele 13. brigády v Karlových Varech. 30. dubna 1949 se stal velitelem motorizované brigády tankového sboru v Olomouci. V době mezi 16. zářím 1949 a 16. červnem 1950 byl posluchačem Nejvyšší vojenské akademie v Praze. Ačkoliv byl členem KSS,[zdroj⁠?!] prvního dubna 1951 byl jako politicky nespolehlivý přeložen do výslužby.
Pracoval pak jako lesní dělník v Jeseníku, ale v březnu 1953 byl zatčen a odsouzen ke dvěma letům odnětí svobody, ztrátě důstojnické hodnosti a zákazu pobytu v Praze za hromadění zbraní a navádění k pokusu o opuštění republiky. V roce 1954 byl propuštěn z výkonu trestu v rámci amnestie. Živil se nadále jako pomocný dělník na mnoha místech republiky, a brigádnicky pracoval i poté co v roce 1962 odešel do starobního důchodu. Stáří prožil v osadě Pejpina u Hudlic, kde vedl velmi spartánský život.
Zemřel v roce 1974 a v roce 1976 byly jeho zpopelněné ostatky uloženy v Památníku cizinecké legie v Aubagne.

### Vyznamenání
- Československý válečný kříž (1939)
- Československá medaile Za chrabrost před nepřítelem
- Československá medaile za zásluhy I. stupně
- Pamětní medaile československé armády v zahraničí se štítky „F“, „VB“ a „SV“
- Řád Milana Rastislava Štefánika, III. třída (in memoriam, 1991)
- Řád čestné legie (ve stupni chevalier)
- Ordre de la Libération (1945)[4]
- Francouzský válečný kříž 1939-1945 se dvěma palmami[2]
- Koloniální medaile [6], se štítky Libye a Bir Hacheim
- Kříž dobrovolníků[7]
- Hvězda 1939–1945[8](Spojené království)
- Africká hvězda )[9] (Spojené království
- Krzyż Walecznych[2]